# سیارک ۲۷۷۹۲
سیارک ۲۷۷۹۲ (به انگلیسی: 27792 Fridakahlo، نامگذاری:1993DR2) بیست و هفت هزار و هفتصد و نود و دومین سیارک کشف شده‌است که در ۲۰ فوریه ۱۹۹۳ کشف شد.